# Metriura
Metriura is een geslacht van spinnen uit de familie Dipluridae.

## Soorten
De volgende soorten zijn bij het geslacht ingedeeld:
- Metriura striatipes Drolshagen & Bäckstam, 2009